# Prefettura apostolica dello Schleswig-Holstein
La prefettura apostolica dello Schleswig-Holstein (in latino: Praefectura Apostolica de Schleswig-Holstein) è una sede soppressa della Chiesa cattolica.

## Storia
La prefettura apostolica fu eretta il 7 agosto 1868, ricavandone il territorio dal vicariato apostolico delle Missioni Settentrionali. Comprendeva la provincia prussiana dello Schleswig-Holstein. Il 17 agosto dell'anno successivo, la prefettura apostolica fu affidata ai vicari apostolici delle Missioni Settentrionali.
Nel 1909 i cattolici residenti nella prefettura apostolica erano circa 35.900, distribuiti in 11 parrocchie e 31 stazioni missionarie; i preti erano circa 34 e 7 le comunità religiose femminili.
Il 22 ottobre 1921 cedette al vicariato apostolico di Danimarca (oggi diocesi di Copenaghen) lo Jutland Meridionale, ossia la porzione di territorio che con i plebisciti dello Schleswig del 1920 era stata inclusa nel regno di Danimarca.
Il 13 agosto 1930 la prefettura apostolica, che fu sempre amministrata dai vescovi di Osnabrück, fu definitivamente soppressa con la bolla Pastoralis officii di papa Pio XI. Il suo territorio fu incorporato dalla stessa diocesi di Osnabrück. Dal 1994 questo territorio è parte dell'arcidiocesi di Amburgo.

## Cronotassi dei vescovi
- Kaspar Anton Kohues † (9 luglio 1869[2] - 1882)
- Johann Bernard Höting † (10 febbraio 1882 - 21 ottobre 1898 deceduto)
- Heinrich Hubert Aloysius Voß † (30 agosto 1899 - 3 marzo 1914 deceduto)
- Hermann Wilhelm Berning † (14 luglio 1914 - 1930 dimesso)